# Digitothyrea divergens
Digitothyrea divergens är en lavart som först beskrevs av Henssen, och fick sitt nu gällande namn av Moreno & Egea. Digitothyrea divergens ingår i släktet Digitothyrea och familjen Lichinaceae.   Inga underarter finns listade i Catalogue of Life.